# CYC家族
《CYC家族》是香港電台電視部1993年製作，以公益少年團和公益青年服務團為題材的校園青少年單元劇，於2015年港台網站《青春的軌跡》提供重溫。

## 演員
- 張繼聰
- 江麗娜
- 鄭柏林
- 梁家仁
- 陳玉蓮
- 何靈靈
- 李佩蕙
- 黃寶龍
- 梁俊傑
- 余慕蓮
- 梁漢文[3]

## 相關組織
- 公益少年團
- 公益青年服務團

## 另見
- 《Y2K系列》:香港電台另一系列青春單元劇電視劇集

## 外部連結
- 香港電台Facebook（页面存档备份，存于）
- 第一集「青春的軌跡」《CYC家族》1993年 《老豆威威》《爸爸的情人》（页面存档备份，存于）
- 香港電台 青春的軌跡（页面存档备份，存于）